# Broncodering
Binnen de telecommunicatie en de informatietechnologie heeft broncodering als doel het efficiënt representeren van informatie, zodat er op een optimale wijze gebruik kan worden gemaakt van schaarse middelen zoals opslagcapaciteit en transportcapaciteit. Bij broncodering wordt altijd getracht maximaal gebruik te maken van eventuele redundantie die aanwezig is in de te verzenden of te bewaren gegevens.
De Huffmancodering is een voorbeeld van een broncodering. MP3 is een manier om geluid te comprimeren en is daarmee ook een broncoderingstechniek.
Bij sommige vormen van broncodering wordt ook geprobeerd van beperkingen gebruik te maken bij de ontvanger van de gegevensoverdracht. Subtiliteiten, die in de informatie zijn verwerkt, maar die een ontvanger ontgaan, hoeven niet te worden opgeslagen of verzonden. 
Aan de hand van de diverse typen signalen kunnen onder meer de volgende vormen van broncodering worden onderscheiden: 
- codering van tekst
- fax
- computerbestanden
- spraakcodering
- audiocodering
- video